# Chile en los Juegos Olímpicos de Innsbruck 1976
Chile estuvo representado en los Juegos Olímpicos de Innsbruck 1976 por un total de 5 deportistas (masculinos) que compitieron en esquí alpino. La delegación chilena volvió a participar luego de ausentarse en los Juegos Olímpicos de Sapporo 1972.
El equipo olímpico chileno no obtuvo alguna medalla en estos Juegos.

## Esquí alpino
Masculino
| Atleta            | Evento          | 1ª manga   | 2ª manga   | Total     | Total     |           |
| Atleta            | Evento          | Tiempo     | Tiempo     | Tiempo    | Posición  |           |
| ----------------- | --------------- | ---------- | ---------- | --------- | --------- | --------- |
| Rafael Cañas      | Descenso        | —          | —          | 2:00,39   | 59        |           |
| Rafael Cañas      | Eslalon gigante | 2:03,65    | No terminó | No avanzó | No avanzó |           |
| Rafael Cañas      | Eslalon         | No terminó | No avanzó  | No avanzó | No avanzó | No avanzó |
| Federico García   | Eslalon gigante | 2:06,99    | No terminó | No avanzó | No avanzó |           |
| Federico García   | Eslalon         | No terminó | No avanzó  | No avanzó | No avanzó | No avanzó |
| José Luis Koifman | Descenso        | —          | —          | 1:56,30   | 51        |           |
| José Luis Koifman | Eslalon gigante | 1:58,93    | 2:02,42    | 4:01,35   | 43        |           |
| José Luis Koifman | Eslalon         | 1:10,65    | 1:15,32    | 2:25,97   | 33        |           |
| Roberto Koifman   | Eslalon gigante | 1:58,15    | 2:01,34    | 3:59,49   | 41        |           |
| Roberto Koifman   | Eslalon         | No terminó | No avanzó  | No avanzó | No avanzó | No avanzó |
| Fernando Reutter  | Descenso        | —          | —          | 2:01,19   | 61        |           |